# Castel Béranger
Castel Béranger je secesní bytový dům v Paříži, jehož hlavní vchod se nachází na adrese 14, Rue Jean-de-La-Fontaine v 16. obvodu.

## Dějiny
První nízkonájemný bytový dům postavený v tomto stylu v Paříži navrhl a jeho stavbu řídil v letech 1895-1898 Hector Guimard, který se inspiroval principy Eugèna Viollet-le-Duca a inovacemi Victora Horty.

## Popis
Fasády Castel Béranger jsou asymetrické, doplněné výklenky, kombinací materiálů, barev a tvarů, z nichž některé zvýrazňují vnitřní vybavení. Guimardova tvůrčí fantazie je poznamenána také použitím a originálním tvarem kovaných ozdob a vitráží. Také interiér budovy architekt vyzdobil dle ideálu secese, s použitím množství arabesek, výzdoba propracována do nejmenších detailů, od společných prostor až po byty.
Komplex měl tehdy 36 bytů, každý byl jiný, vedle nich se v 6. patře nacházely čtyři umělecké ateliéry, kde působili mj. malíř Paul Signac nebo architekt dekoratér Tony Selmersheim. Přestože Castel Béranger svým vzhledem udivil veřejnost, po svém dokončení vyhrál první soutěž fasád města Paříže. Stavba přispěla k uvedení secesní architektury v hlavním městě.
Sto let po své výstavbě se Castel Béranger stal kondominiem. V roce 1992 byl prohlášen za historickou památku. Stavba není volně přístupná.

## Galerie

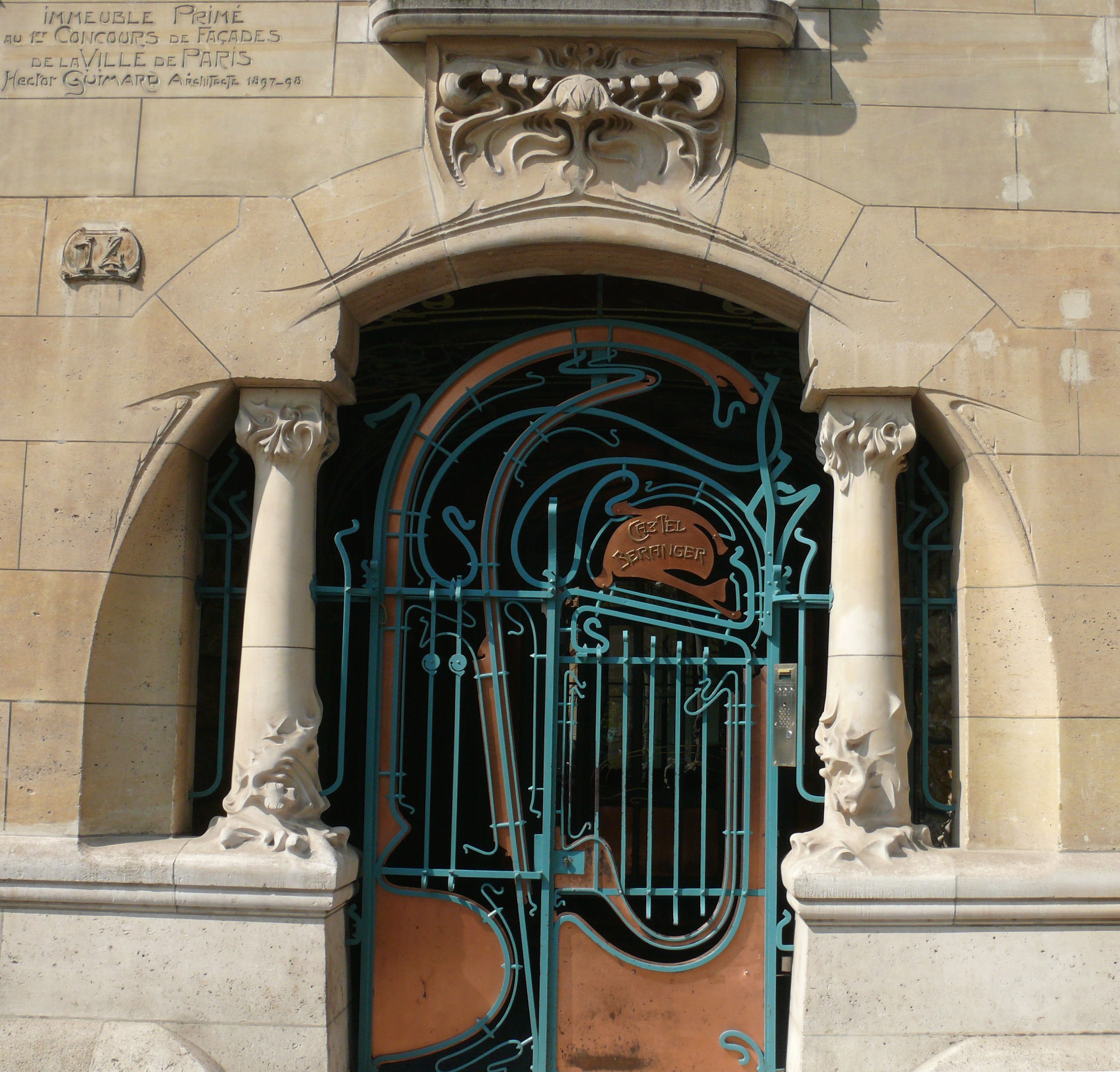
Hlavní vstup
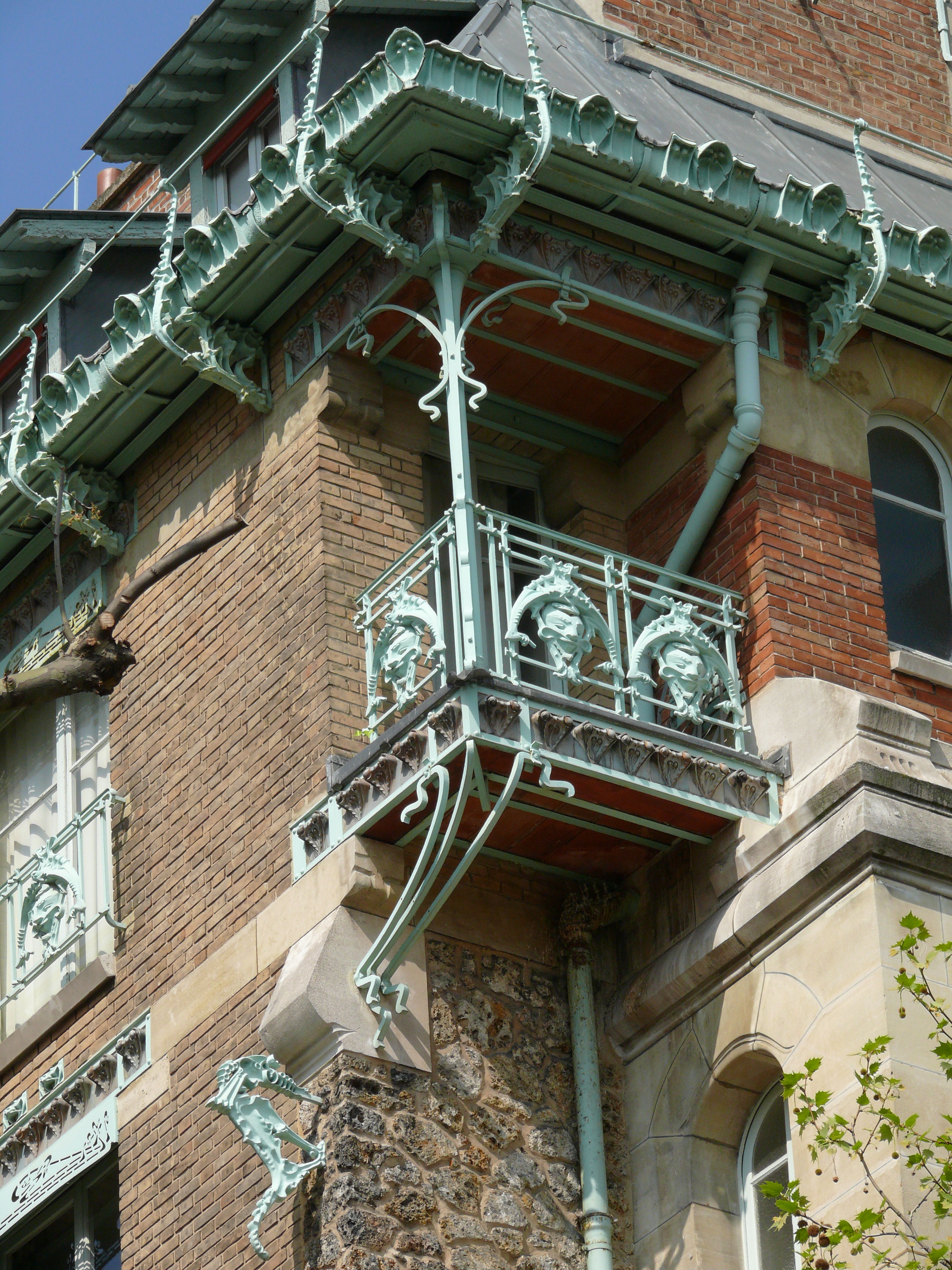
Detail fasády
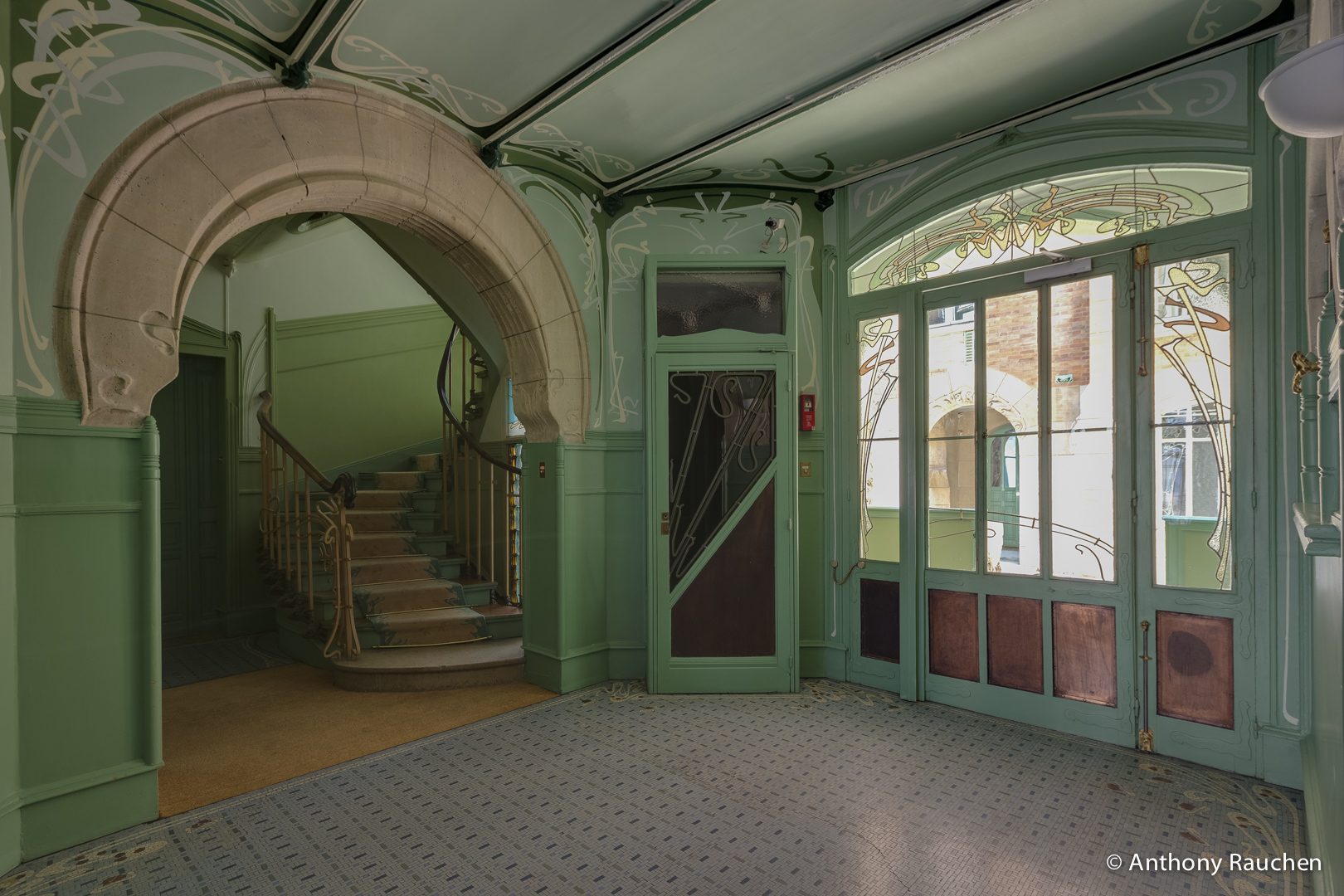
Vstupní hala s telefonní budkou
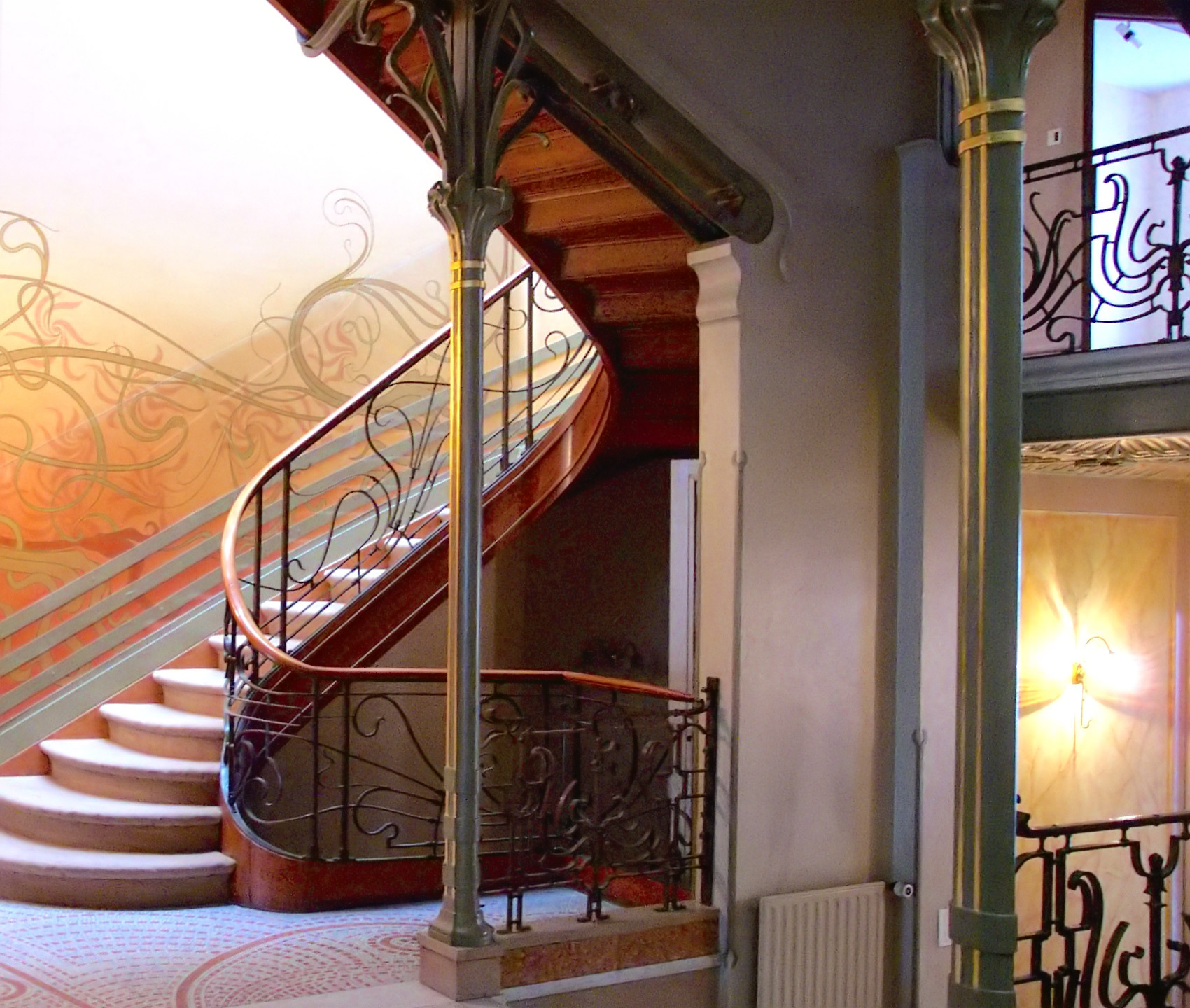
Schodiště
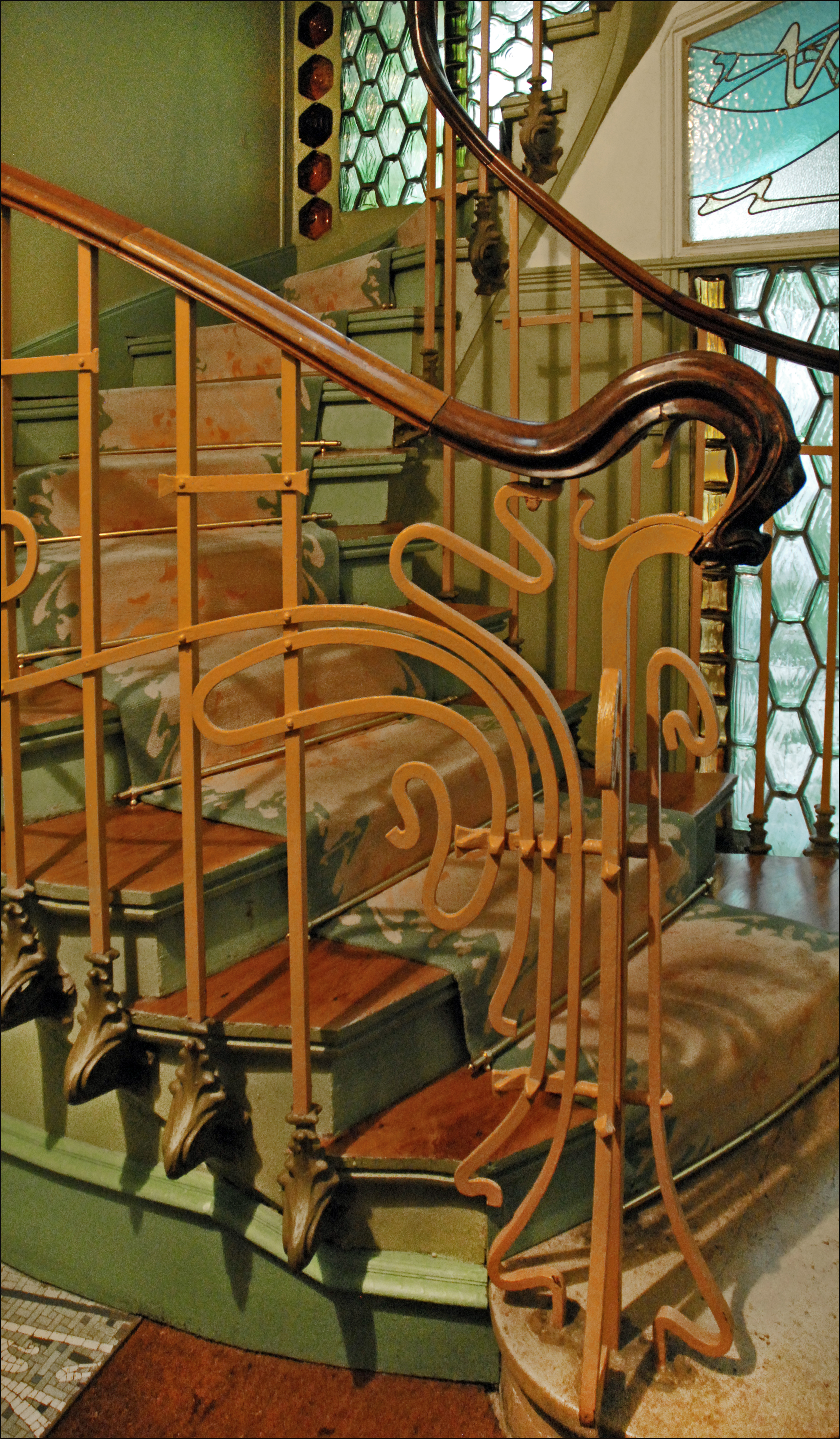
Detail zábradlí
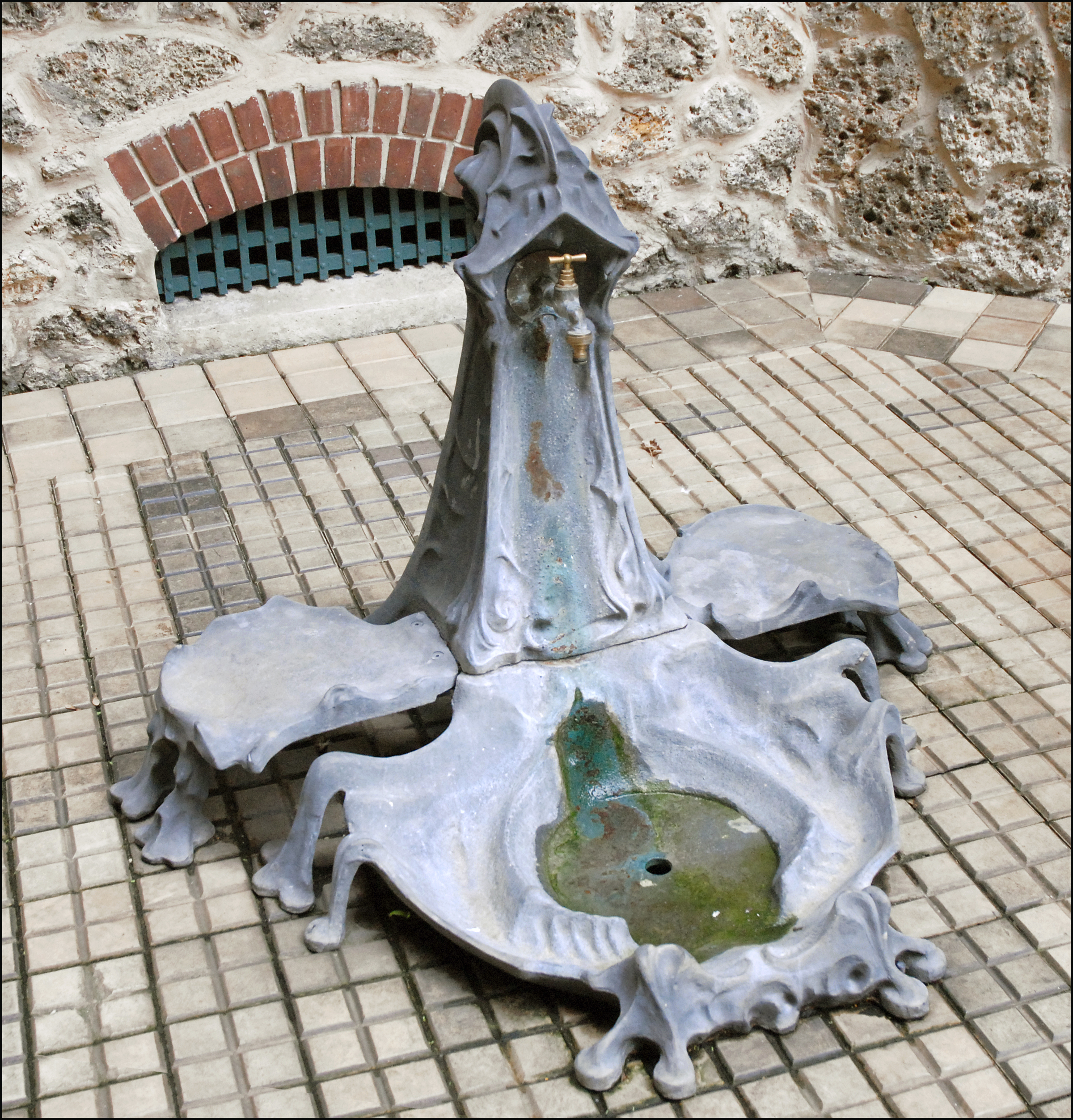
Kašna na vnitřním dvoru